# Megadrepana
Megadrepana là một chi bướm đêm thuộc họ Geometridae.